# Reserva de biosfera Estación Biológica del Beni
La Reserva de la Biosfera y Estación Biológica del Beni (EBB) es parte del Sistema Nacional de Áreas Protegidas de Bolivia (SNAP). Fue creada el 5 de octubre de 1982 (D.S. N.º 19191) con el fin de proteger la flora, fauna, recursos hídricos y en general la biodiversidad de la región.

## Historia
En 1987 el Programa sobre el Hombre y la Biosfera (MaB) de la Organización de las Naciones Unidas para la Educación, la Ciencia y la Cultura (UNESCO) la incluyó como parte de la Red Mundial de Reservas de la Biosfera lo que ha coadyuvado a la realización de investigación, identificación y catalogación de los recursos naturales presentes en el área.
A partir del 1990 alrededor un 30% del área de la Reserva (35.000 has) ha sido reconocida como territorio indígena Tsimane. Esta doble condición ha planteado la necesidad de una reformulación de las políticas y el enfoque de las interacciones con la población indígena.
En 2020 la reserva recibió la certificación de Área de Importancia para la Conservación de los Murciélagos (AICOM), reconocimiento que fue otorgado por la Red Latinoamericana y del Caribe para la Conservación de Murciélagos (RELCOM). Esto convirtió a la reserva en la séptima área en Bolivia con este certificado.

## Ubicación
Se encuentra al sudoeste del departamento boliviano del Beni, entre las provincias de Yacuma y General José Ballivián. Ocupa una región de llanuras aluviales de inundación estacional.

## Características
El área constituye una especie de archipiélago boscoso rodeado por sabanas y humedales de los llanos Mojeños. Se caracteriza por sus extensas planicies con escasas diferencias de relieve. La vegetación constituye un intrincado mosaico de bosque de tierra firme, inundaciones y pantanos, sabana de inundación estacional, pantanos de cyperáceas y lagunas.
Eso si, sus lagunas se están secando y desapareciendo
- Superficie: tiene 135.000 ha (1.350 km²).
- Rango altitudinal: tiene un promedio de 220 m s. n. m.
- Clima: es cálido tropical, la temperatura promedio es de 26 °C, con fuertes lluvias en verano, la precipitación media es de 1900 mm.
- Hidrología: la cuenca fluvial más importante en el área es la del río Maniquí que nace en la base de la región subandina entre las serranías Eva-Eva y Mocetenes y es tributario del río Mamoré. El río Maniquí bordea el límite y noroeste de la Estación Biológica del Beni.

## Flora
Se registraron 815 especies de plantas superiores, estimándose la existencia de hasta 1.500 especies. La vegetación constituye un intrincado mosaico de bosques, humedales y sabanas. Destacan el Bosque Húmedo Estacional basal, varios tipos de bosques de inundación, bosques pantanosos, sabanas de inundación estacional y pantanos de Cyperaceae. Entre la flora se hallan especies como la mara (Swietenia macrophylla), el palo maría (Calophyllum brasiliense), el cedro (Cedrela odorata), el ochoó (Hura crepitans), el tajibo morado (Tabebuia heptaphylla), el cuchi (Astronium sp.), la palma pachiuva (Socratea exorrhiza) y la jatata (Geonoma sp.).

## Fauna
Se registraron 852 especies de fauna. Entre éstas destacan el pejichi (Priodontes maximus), el marimono (Ateles paniscus), el manechi (Alouatta seniculus), el jaguar (Panthera onca), el ciervo de los pantanos (Odocoileus dichotomus), Caprimulgus candicans (ave en serio estado de amenaza), el águila harpía (Harpia harpyja), el pato negro (Cairina moschata), el ave endémico Turdus haplochrous, la peta de río (Podocnemis unifilis), el lagarto (Caiman crocodilus yacare) y el caimán negro (Melanosuchus niger). Hasta el momento se identificaron 480 especies de aves.
Mamíferos
El oso bandera (Myrmecophaga tridactyla) y el oso oro (Tamandua tetradactila) se encuentran distribuidos tanto en bosques como en las sabanas. En los bosques sobresale la fauna arborícola, entre las especies más representativas se tiene a los primates, perezosos y los osos hormigueros (Miranda et al. 1991).
En los bosques se puede encontrar Marimono (Ateles chamek), manechi colorado (Alouatta seniculus), silbador (Cebus libidinosus), chichilo (Saimiri boliviensis), Callicebus olallae, C. modestus y manechi negro (Alouatta caraya), el tejón (Nasua nasua), el oso melero (Eira barbara), el oso oro (Cyclopes didactylusk), el perezoso de tres dedos (bradypus variegatus).   En el sotobosque se encuentran el tigre (Panthera onca), el tigrecillo (Leopardus pardalis), el yaguaroundi (Herpailurus yagurondi), y el margaí (Leopardos wiedii), el tropero (Tayassu pecari), el taitetú (Pecari tajacu), el anta (Tapirus terrestris). Entre otros grupos de bosques se encuentra el pejichi (Priodontes maximus), el jochi pintado (Cuniculus paca), el jochi colorado (Dasyprocta punctata), la urina (Mazama gouazoubira) y el huaso (Mazama americana).  
Por el contrario en las sabanas se encuentran representadas por los herbívoros como el borochi (Chysocyon brachyurus), el oso bandera (Myrmecophaga tridactila), el ciervo de pantanos (Blastocerus dichotomus), el tatú (Dasypus novemcinctus), la capibara (Hydrochaeris hydrochaeris), el zorro oreja corta (Atelocynus microtis), el león (Puma concolor).
De las 138 especies de murciélagos identificadas en Bolivia, 43 están se encuentran en esta reserva.
Aves
La distribución de especies de aves en la EBB es bastante diversa, por ejemplo, en el sotobosque se pueden observar los Tinámidos o perdices como la perdiz oscura (Crypturellus cinereus), perdiz marrón pequeña (Crypturellus soui) y la perdiz de pecho blanco (Tinamus guttatus).
En la zona de los bosques la pava roncadora (Penelope jacquacu), la pava pintada (Pipile cumanenses), el mutún (mitu tuberosa), la paraba azul amarilla (Ara ararauna), la paraba roja (Ara chloroptera), parabachi (Ara severa), parabachi hombro rojo (Diopsittaca nobilis), loro hablador (Amazona aestiva), loro tarechi (Arantinga leucophtalmus). En el grupo de córvidos las especies que se encuentran son: el cacaré (Cyanocorax cyanomelas), el cacaré azul (Cyanocorax chrysops), el pájaro paraguas (Cephalopterus ornatos), el tangara (Tangara chilensis) y el sayubú de la montaña (Dacnis cayana). Entre las aves rapaces se tiene la harpía (Harpia harpyja) y el águila solitaria (harpyhaliaetus solitarius).
En las sabanas el piyo o ñandú (Rhea americana), la perdiz colorada (Rhynchotus rufescens), la perdiz pico pequeño (Crypturellus parvirostris), el piyo o ñandú (Rhea americana), tapacaré (Chauna torquata) y el gavilán colorado (Buteogallus meridionalis). Entre las especies de sabanas húmedas se tiene a la garza mora (Ardea cocoi), la garza rosada (Ajaia ajaja), la garza ploma (Egretta caurulea), la garza pata amarilla (Egretta thula), el bato (Jabiru mycteria), lciconia maguari, que nidifica en el pastizal y Bulbucus ibis.
Reptiles
Existe una diversidad de especies de reptiles en la EBB, las cuales se encuentran en bosques (Dipsas spp), sabanas (Philodryas), ecosistemas acuáticos o semiacuáticas como por ejemplo las sicuris.
Las especies de reptiles amenazadas por su alto valor económico son los caimanes, las tortugas y las sicuris, mismos que son cazados por su piel, carne y grasa. Entre las especies de caimanes se encuentran el lagarto (Caiman yacaré), el caimán negro (Melanosuchus niger) y dos especies de cocodrilos pequeños el Paleosuchus trigonatus y Paleosuchus palpebrosus.
Entre las especies de tortugas los más característicos son la de los géneros Acanthochelys, Phrynops, Platemys, Podocnemis y Geochelone. La peta de monte (Geochelone carbonaria) y la peta de agua (Podocnemis unifilis), que son considerados vulnerables por la UICN (2001).
Anfibios
Entre las variedades de especies de anfibios se puede mencionar las familias Hylidae y Leptodactylidae, Microhylidae, Pseudidae, Bufonidae especies de Rana palmipes y Pipa pipa.
Peces
Entre la diversidad de peces existe un total de 248 especies pertenecientes a 32 familias, la EBB posee el 75% de ictiofauna de la Subcuenca del río Mamoré y el 45% de las especies registradas en Bolivia (550 spp.). Existen especies consideradas endémicas que pertenecen a la familia Rivulidae como por ejemplo Pterolebias obliquus y Simpsonichthys sp.

## Administración

### Modalidad de Administración
Hasta el año 2005 la gestión de la Estación Biológica del Beni (EBB) se realizaba bajo la modalidad de administración compartida, mediante convenio firmado el 25 de septiembre de 1995 con la Academia Nacional de Ciencias de Bolivia. A partir de ese año el Servicio Nacional de Áreas Protegidas realiza la administración directa en coordinación con la población local a través del Comité de Gestión.

### Comité de gestión
El Comité de Gestión de la EBB se estableció el 17 de septiembre de 1999. Actualmente está conformado por 11 miembros: representantes del gobierno a nivel central y departamental (SERNAP y Dirección del Área; Prefectura del Beni), gobiernos municipales (HAM de San Borja y HAM de Santa Ana del Yacuma), organizaciones de base (GCT, Federación de Ganaderos del Beni, comunidades mestizo-campesinas, comunidades indígenas chimanes) e instituciones nacionales académicas (Academia Nacional de Ciencias de Bolivia, Universidad Técnica del Beni). 

### Plan de manejo
El área cuenta con un Plan de Manejo que (hasta inicios de 2009) está en proceso de revisión y actualización.

### Principales actores involucrados en la gestión del área
- Relaciones político administrativas:

Se tiene un buen relacionamiento con los Municipios, Asociaciones de Ganaderos, Gran Consejo Chimane, Direcciones Distritales de Educación, Prefectura del Beni, Dirección del Hospital San Borja, Comités Cívicos, Universidad Autónoma del Beni, ya muchos de ellos conforman el Comité de Gestión del Área Protegida.
- Actores políticos e institucionales:

La EBB cuenta con actores políticos institucionales comprometidos con la protección y conservación del Área Protegida, tanto a nivel regional como departamental.

## Atractivos
La Reserva cuenta con un Centro de Operación y albergue turístico denominado El Porvenir, con capacidad para 40 personas, la Laguna Normandía donde se encuentra el Caimán Negro, además de Torres de observación.
Existen 5 diferentes tipos de Tours, Laguna, Torres, Sabanas, Trapiche y Pascana; donde se puede apreciar paisajes, aves y animales silvestres en su hábitat natural.
También se puede realizar un recorrido por el Río Maniquí en bote donde se puede observar aves y reptiles (caimán, lagarto y tortugas)
En San Borja se cuenta con todos los servicios turísticos necesarios, tanto hoteles, residenciales, restaurantes, servicios telefónicos, Internet, servicios de transportes, con diferentes condiciones y precios de acuerdo a las posibilidades de cada persona.

## Población

### Población en el área y su zona de amortiguación externa
La población es mayormente Chimán. También existen núcleos étnicos Movima en la zona Norte.
Luego del saneamiento efectuado por el Instituto Nacional de Reforma Agraria (INRA), el sector Sur fue desafectado y más del 50% de la población (unas 1300 personas) que antes estaba dentro de los límites del Área, ha quedado fuera de la EBB y se concentra en comunidades como Puerto Méndez, Galilea, Santa Elena, San Antonio, Pachiuval y Limoncito.
Actualmente en la EBB viven unas 200 familias Chimanes (1000 habitantes aproximadamente). Al interior de los límites actuales existen cerca de 12 estancias pequeñas y puestos ganaderos, principalmente ubicadas hacia el noroeste (límite con las pampas del Yacuma) y hacia el Norte. Las comunidades Chimanes se distribuyen a lo largo de los ríos Maniquí y Rapulo al Oeste, Maniquí Viejo y Maniquicito en el centro y Curiraba al Este.
En la zona de amortiguación externa del Área se encuentra la localidad de San Borja (14.650 habitantes). La población total de este municipio es de 35.534 habitantes.

### Historia de la ocupación humana de la región
A la llegada de los jesuitas (siglo XVII), la región que actualmente comprende la EBB, estaba ocupada por los pueblos indígenas tsimanes y movimas que se dedicaban a la agricultura, la caza, pesca y recolección.

### Población actual y Demografía
La población total del municipio de San Borja es de 35.534 habitantes, de los cuales 20.884 habitantes en el área urbana que equivale al 58.77% y 14.650 habitantes en el área rural que equivale al 41.23%.
La densidad poblacional en el municipio de San Borja, según estas estimaciones es de 2.2 habitantes por km².

### Principales estrategias de vida
Los indígenas y campesinos que viven en el interior del área protegida viven de la agricultura, caza y pesca a nivel de supervivencia.

## Amenazas
Los impactos más fuertes sobre el Área provienen del incremento de la presión de cacería de subsistencia sobre las poblaciones naturales de diversas especies amenazadas, de las quemas estacionales en la sabana, la explotación maderera ilegal y la cacería furtiva.
Su condición geográfica de insularidad plantea a largo plazo procesos de extinción local de especies, más aún si se destruyen los cordones boscosos de conexión con el bosque pedemontano (Bosque Chimán) o si se acelera el deterioro de las islas de bosque en la sabana entre los ríos Curiraba y Matos. A raíz de la apertura de varios caminos se agudizaron los procesos de degradación de los ecosistemas. La construcción del puente sobre el río Maniquí incrementó considerablemente el flujo vial y económico al interior de la EBB, aspecto que fue determinante para el avance de la frontera agropecuaria en la zona sur del área.